# Super League 2022-2023 (calcio femminile Belgio)
L'edizione 2022-2023, ufficialmente Lotto Super League 2022-2023 per ragioni di sponsorizzazione, è stata l'ottava della Super League, la massima serie del campionato belga femminile di calcio. Il torneo ha preso il via il 12 agosto 2022 e si è concluso il 13 maggio 2023.
Il campionato è stato vinto dall'Anderlecht per la sesta volta consecutiva, nonché decimo titolo di campione belga.

## Stagione

### Novità
Il numero di squadre partecipanti è aumentato di un'unità, passando a 11, grazie all'ammissione del Malines.

### Formato
Il formato del campionato è rimasto inalterato, venendo articolato su due fasi. Nel corso della prima fase le undici squadre partecipanti si sono affrontate in un girone all'italiana con partite di andata e ritorno per un totale di 22 giornate. Le prime sei classificate accedevano al Play-off 1 per l'assegnazione del titolo di campione del Belgio, mentre le ultime cinque classificate accedono al Play-off 2 per la definizione dei piazzamenti dal settimo all'undicesimo posto. Nel passaggio dalla prima alla seconda fase ciascuna squadra portava con sé metà dei punti conquistati nella prima fase, con eventuale arrotondamento per eccesso. In entrambi i gironi della seconda fase le squadre si sono affrontate in un girone all'italiana con partite di andata e ritorno per un totale di altre 10 giornate. Al termine del Play-off 1, la prima classificata viene dichiarata campione del Belgio ed ammessa alla UEFA Women's Champions League della stagione successiva. Non sono previste retrocessioni, ma la partecipazione è regolata sul sistema delle licenze.

## Squadre partecipanti
| Club              | Città                | Stadio                               | Stagione precedente       |
| ----------------- | -------------------- | ------------------------------------ | ------------------------- |
| Anderlecht        | Anderlecht           | Gemeentelijk Sportstadion (Zaventem) | 1º posto in Super League  |
| Charleroi         | Charleroi            | Complesso sportivo di Marcinelle     | 10º posto in Super League |
| Club YLA          | Bruges               | Stadio Jan Breydel, campo T4         | 5º posto in Super League  |
| Eendracht Aalst   | Aalst                | Stadio Pierre Cornelis               | 8º posto in Super League  |
| Genk              | Genk                 | Luminus Arena                        | 4º posto in Super League  |
| Gent              | Gand                 | Stadio PGB                           | 6º posto in Super League  |
| Malines           | Malines              | Argosstadion Achter de Kazerne       | 2º posto in Division 1    |
| OH Lovanio        | Lovanio              | Stadio comunale di Oud-Heverlee      | 2º posto in Super League  |
| Standard Liegi    | Liegi                | Accademia Robert Louis-Dreyfus       | 3º posto in Super League  |
| White Star Woluwé | Woluwe-Saint-Lambert | Stadio Fallon                        | 9º posto in Super League  |
| Zulte Waregem     | Waregem              | Stadio comunale di Zulte             | 7º posto in Super League  |

## Stagione regolare

### Classifica finale
|  | Pos. | Squadra           | Pt | G  | V  | N | P  | GF | GS | DR  |
|  | ---- | ----------------- | -- | -- | -- | - | -- | -- | -- | --- |
|  | 1.   | OH Lovanio        | 54 | 20 | 17 | 3 | 0  | 71 | 7  | +64 |
|  | 2.   | Anderlecht        | 52 | 20 | 17 | 1 | 2  | 65 | 20 | +43 |
|  | 3.   | Standard Liegi    | 37 | 20 | 11 | 4 | 5  | 44 | 17 | +27 |
|  | 4.   | Club YLA          | 37 | 20 | 11 | 4 | 5  | 53 | 29 | +27 |
|  | 5.   | Genk              | 36 | 20 | 11 | 3 | 6  | 38 | 18 | +20 |
|  | 6.   | Gent              | 28 | 20 | 9  | 1 | 10 | 32 | 39 | -7  |
|  | 7.   | Zulte Waregem     | 27 | 20 | 8  | 3 | 9  | 18 | 26 | -8  |
|  | 8.   | White Star Woluwé | 22 | 20 | 6  | 4 | 10 | 24 | 42 | -18 |
|  | 9.   | Malines           | 9  | 20 | 2  | 3 | 15 | 11 | 51 | -40 |
|  | 10.  | Charleroi         | 9  | 20 | 2  | 3 | 15 | 12 | 61 | -49 |
|  | 11.  | Eendracht Aalst   | 4  | 20 | 1  | 1 | 18 | 9  | 67 | -58 |

Legenda:
      Ammessa al girone per il titolo.
      Ammessa al girone per i piazzamenti.
Regolamento:
Tre punti a vittoria, uno a pareggio, zero a sconfitta.

### Risultati
|                   | And  | Cha  | Clu  | Een  | Gnk  | Gnt  | Mal  | OHL  | Sta  | WSW  | Zul  |
| ----------------- | ---- | ---- | ---- | ---- | ---- | ---- | ---- | ---- | ---- | ---- | ---- |
| Anderlecht        | –––– | 7-0  | 5-3  | 3-0  | 2-0  | 2-1  | 6-1  | 2-3  | 2-0  | 5-3  | 4-2  |
| Charleroi         | 0-4  | –––– | 0-1  | 3-1  | 0-4  | 2-4  | 0-1  | 0-4  | 0-5  | 2-2  | 1-2  |
| Club YLA          | 0-4  | 4-1  | –––– | 6-1  | 2-2  | 1-0  | 2-2  | 1-3  | 2-2  | 8-1  | 1-0  |
| Eendracht Aalst   | 0-2  | 2-0  | 1-7  | –––– | 1-5  | 0-4  | 1-1  | 0-7  | 0-1  | 0-2  | 0-1  |
| Genk              | 2-4  | 1-2  | 2-0  | 2-0  | –––– | 0-2  | 4-0  | 0-0  | 3-0  | 1-0  | 2-0  |
| Gent              | 0-4  | 6-0  | 0-6  | 4-1  | 1-0  | –––– | 2-0  | 0-2  | 1-4  | 2-2  | 1-0  |
| Malines           | 0-3  | 1-1  | 0-3  | 4-0  | 0-4  | 0-3  | –––– | 0-4  | 0-4  | 1-2  | 0-1  |
| OH Lovanio        | 0-0  | 6-0  | 5-1  | 7-0  | 2-1  | 6-1  | 4-0  | –––– | 3-1  | 8-0  | 4-0  |
| Standard Liegi    | 1-2  | 5-0  | 0-0  | 4-0  | 1-1  | 4-0  | 3-0  | 0-1  | –––– | 3-1  | 4-0  |
| White Star Woluwe | 2-1  | 0-0  | 0-3  | 2-1  | 1-2  | 3-0  | 2-0  | 0-2  | 0-1  | –––– | 1-2  |
| Zulte Waregem     | 2-3  | 1-0  | 0-2  | 2-0  | 0-2  | 2-0  | 2-0  | 0-0  | 1-1  | 0-0  | –––– |

## Play-off 1

### Classifica finale
|  | Pos. | Squadra        | Pt | G  | V | N | P | GF | GS | DR  |
|  | ---- | -------------- | -- | -- | - | - | - | -- | -- | --- |
|  | 1.   | Anderlecht     | 47 | 10 | 7 | 0 | 3 | 22 | 12 | +10 |
|  | 2.   | OH Lovanio     | 43 | 10 | 5 | 1 | 4 | 18 | 10 | +8  |
|  | 3.   | Standard Liegi | 38 | 10 | 6 | 1 | 3 | 16 | 8  | +8  |
|  | 4.   | Genk           | 35 | 10 | 5 | 2 | 3 | 17 | 15 | +2  |
|  | 5.   | Club YLA       | 30 | 10 | 3 | 2 | 5 | 11 | 17 | -6  |
|  | 6.   | Gent           | 16 | 10 | 0 | 2 | 8 | 4  | 26 | -22 |

Legenda:
      Campione del Belgio e ammessa alla UEFA Women's Champions League 2023-2024.
Regolamento:
Tre punti a vittoria, uno a pareggio, zero a sconfitta.
Punti portati dalla stagione regolare:
- OH Lovanio 27 punti
- Anderlecht 26 punti
- Standard Liegi 19 punti
- Club YLA 19 punti
- Genk 18 punti
- Gent 14 punti

### Risultati
|                | And  | Clu  | Gnk  | Gnt  | OHL  | Sta  |
| -------------- | ---- | ---- | ---- | ---- | ---- | ---- |
| Anderlecht     | –––– | 0-4  | 3-1  | 5-0  | 1-0  | 2-0  |
| Club YLA       | 3-1  | –––– | 0-2  | 2-1  | 0-2  | 0-2  |
| Genk           | 1-3  | 2-2  | –––– | 2-0  | 2-1  | 2-0  |
| Gent           | 1-5  | 0-0  | 1-3  | –––– | 0-5  | 0-2  |
| OH Lovanio     | 1-2  | 1-0  | 4-1  | 1-1  | –––– | 3-2  |
| Standard Liegi | 1-0  | 6-0  | 1-1  | 1-0  | 1-0  | –––– |

## Play-off 2

### Classifica finale
|  | Pos. | Squadra           | Pt | G | V | N | P | GF | GS | DR  |
|  | ---- | ----------------- | -- | - | - | - | - | -- | -- | --- |
|  | 7.   | Zulte Waregem     | 29 | 8 | 4 | 3 | 1 | 16 | 8  | +8  |
|  | 8.   | Malines           | 25 | 8 | 6 | 2 | 0 | 20 | 6  | +14 |
|  | 9.   | White Star Woluwé | 17 | 8 | 1 | 3 | 4 | 8  | 16 | -8  |
|  | 10.  | Charleroi         | 13 | 8 | 2 | 2 | 4 | 6  | 10 | -4  |
|  | 11.  | Eendracht Aalst   | 8  | 8 | 2 | 0 | 6 | 11 | 21 | -10 |

Regolamento:
Tre punti a vittoria, uno a pareggio, zero a sconfitta.
Punti portati dalla stagione regolare:
- Zulte Waregem 14 punti
- White Star Woluwe 11 punti
- Malines 5 punti
- Charleroi 5 punti
- Eendracht Aalst 2 punti

Note:
L'Eendracht Aalst ha poi rinunciato alla licenza di partecipazione alla Super League 2023-24.

### Risultati
|                   | Cha  | Een  | Mal  | WSW  | Zul  |
| ----------------- | ---- | ---- | ---- | ---- | ---- |
| Charleroi         | –––– | 2-0  | 0-3  | 1-0  | 1-2  |
| Eendracht Aalst   | 2-1  | –––– | 1-2  | 2-1  | 1-2  |
| Malines           | 2-0  | 6-1  | –––– | 1-1  | 2-1  |
| White Star Woluwe | 0-0  | 3-2  | 2-4  | –––– | 1-1  |
| Zulte Waregem     | 1-1  | 4-2  | 0-0  | 5-0  | –––– |